# Ірена кобальтова
Ірена кобальтова (Irena cyanogastra) — вид горобцеподібних птахів родини іренових (Irenidae).

## Поширення
Ендемік Філіппін. Поширений на островах Лусон, Полілло, Лейте, Самар, Мінданао, Дінагат і Басілан. Мешкає у тропічних і субтропічних дощових лісах.

## Опис
Тіло завдовжки 23-27 см, вага 72-78 г. Самці більші за самиць. Дзьоб масивний, сірий. Основне забарвлення тіла темно-коричневе. Верх голови, крила і задня частина спини бірюзові. Хвіст синій. У шлюбний період самці мають яскравіше синє забарвлення, у позашлюбний період не відрізняються від самиць.

## Спосіб життя
Живуть парами або невеликими групами. Активні вдень. Живляться плодами дерев, переважно, інжиром. Сезон розмноження триває з березня по серпень. У виводку 2-3 пташенят.

## Значення
У тагалів ірена кобальтова вважалася священним птахом, посланцем верховного бога Батали. За поведінкою птаха жерці визначали волю бога.